# Katholische Hochschule Mainz
Die Katholische Hochschule Mainz ist eine staatlich anerkannte Hochschule in der rheinland-pfälzischen Landeshauptstadt Mainz. Der Campus liegt westlich der Mainzer Altstadt, neben dem Hauptfriedhof.

## Überblick

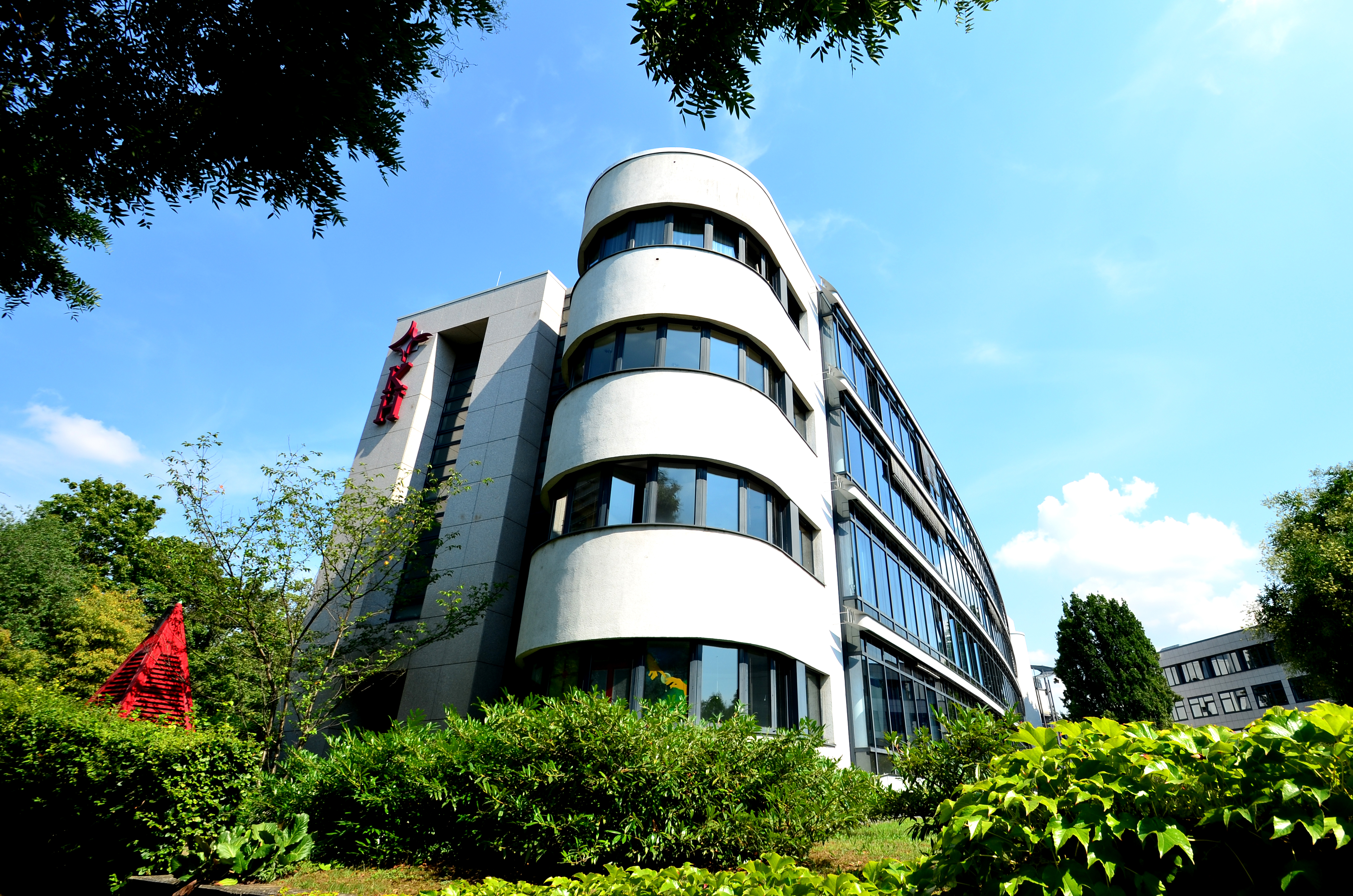
Katholische Hochschule Mainz

Die Katholische Hochschule Mainz ist eine staatlich anerkannte Hochschule. Trägerin ist die Gemeinnützige Gesellschaft zur Förderung von Wissenschaft und Bildung mbH der (Erz-)Bistümer Köln, Limburg, Mainz, Speyer und Trier. Zum 1. Januar 2012 wurde der Name von Katholische Fachhochschule Mainz in Katholische Hochschule Mainz (KH Mainz) geändert.
Soziales, Gesundheit und Praktische Theologie sind die Spezialgebiete der Katholischen Hochschule Mainz (KH Mainz). Rund 1500 Studierende werden in den 9 Bachelor- und Masterstudiengängen der Fachbereiche Soziale Arbeit und Sozialwissenschaften, Gesundheit und Pflege sowie Praktische Theologie ausgebildet.

## Fachbereiche

### Fachbereich Soziale Arbeit und Sozialwissenschaften
- Dekanin: Kira Nierobisch

Bachelorstudiengang Soziale Arbeit (B.A.) (155 Studienplätze je Jahrgang)
- Innerhalb des Studiengangs wird ein Studienschwerpunkt zum Thema „Migration und Integration“ angeboten.
- Soziale Arbeit kann in Voll- und Teilzeit studiert werden.

Bachelor-Doppelstudium Soziale Arbeit/Praktische Theologie (B.A.) (20 Studienplätze je Jahrgang)
- Das Doppelstudium führt in 10 Semestern zu zwei Bachelorabschlüssen in Praktischer Theologie und Sozialer Arbeit (Bachelor of Arts), inklusive der staatlichen Anerkennung als Sozialarbeiterin/Sozialpädagogin bzw. Sozialarbeiter/Sozialpädagoge.

Internationaler Bachelorstudiengang Sozialwissenschaften: Migration und Integration (B.A.) (30 Studienplätze je Jahrgang; auslaufender Studiengang)
- Der Studiengang beinhaltet einen verpflichtenden einjährigen Auslandsaufenthalt.

Konsekutiver Masterstudiengang Soziale Arbeit – Beratung und Case Management (M.A.) (40 Studienplätze je Jahrgang)

### Fachbereich Praktische Theologie
- Dekanin: Clarissa Vilain

Bachelorstudiengang Praktische Theologie (B.A.) (60 Studienplätze je Jahrgang)
- Der Bachelorstudiengang ist ausgerichtet auf den pastoralen Beruf des/der Gemeindereferenten/-in in der katholischen Kirche und stellt den ersten Teil der Ausbildung dar.
- Praktische Theologie kann in Voll- und Teilzeit studiert werden.

Bachelor-Doppelstudium Soziale Arbeit/Praktische Theologie (B.A.) (20 Studienplätze je Jahrgang)
- Das Doppelstudium führt in 10 Semestern zu zwei Bachelorabschlüssen in Praktischer Theologie und Sozialer Arbeit (Bachelor of Arts), inklusive der staatlichen Anerkennung als Sozialarbeiterin/Sozialpädagoge bzw. Sozialarbeiter/Sozialpädagoge.

Konsekuktives Doppelstudium Praktische Theologie/Soziale Arbeit (B.A.)
- Nach Abschluss des Bachelorstudiengangs Praktische Theologie kann ein weiterführendes Studium der Sozialen Arbeit (B.A.) angeschlossen werden. In 5 statt in 7 Semestern kann so ein weiterer Bachelorabschluss sowie die staatliche Anerkennung als Sozialarbeiterin/Sozialpädagoge bzw. Sozialarbeiter/Sozialpädagoge erworben werden.

### Fachbereich Gesundheit und Pflege
- Dekanin: Andrea Reißig

Dualer Bachelorstudiengang Gesundheit und Pflege (B.Sc.) für die Berufsgruppen Pflege, Physiotherapie, Logopädie und Hebammenwesen (145 Studienplätze je Jahrgang)
- Ein Quereinstieg mit einer abgeschlossenen dreijährigen Ausbildung in der Pflege, Physiotherapie, Logopädie oder im Hebammenwesen ist möglich.

Konsekutive Masterstudiengänge in Gesundheit und Pflege
- Management in Gesundheit und Pflege (M.A.)
- Pädagogik in Gesundheit und Pflege (M.A.)
- Forschung und Praxis in Gesundheit und Pflege (M.Sc.)